# Robert B. Leighton

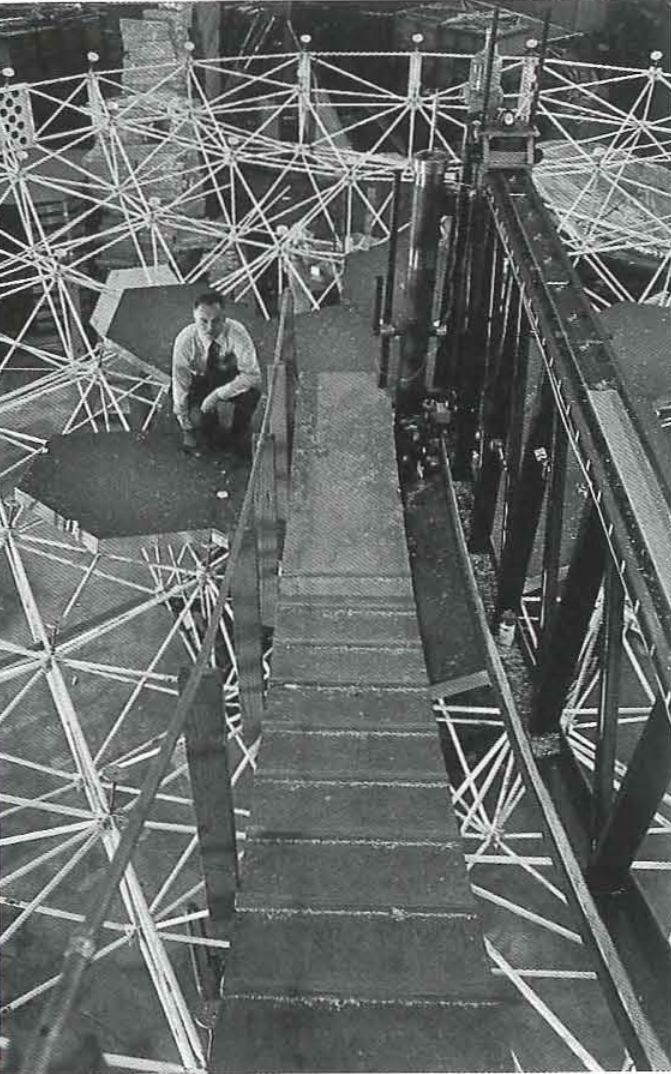
Robert Leighton en el edificio Caltech Synchrotron, trabajando en la primera de las antenas parabólicas del radiotelescopio de 10,4 metros en 1974.

Robert Benjamin Leighton (10 de septiembre de 1919 – 9 de marzo de 1997) fue un destacado físico experimental estadounidense que desarrolló su carrera profesional en el Instituto de Tecnología de California (Caltech). Su trabajo a lo largo de los años abarcó la física del estado sólido, la física de los rayos cósmicos, los inicios de la física de partículas moderna, la física solar, los planetas, la astronomía infrarroja y la astronomía de ondas milimétricas y submilimétricas. En estos cuatro últimos campos, su labor pionera abrió campos de investigación totalmente nuevos que posteriormente se convirtieron en vigorosas comunidades científicas.

## Primeros años de vida
Leighton nació en Detroit, donde su padre fabricaba troqueles de precisión para una empresa automovilística. Tras mudarse a Seattle, la familia se separó y su padre regresó a Detroit. Su madre se trasladó al centro de Los Ángeles, donde trabajó como camarera en un hotel. Leighton creció en Los Ángeles y cursó sus dos primeros años de carrera en el Los Angeles City College. En 1939 fue admitido en el Caltech como estudiante de tercer año, pero siguió viviendo en casa, ayudando a su madre y a él mismo con un trabajo de construcción de equipos de rayos X para el Laboratorio Kellogg.

## Educación y Caltech
Leighton se licenció en ingeniería eléctrica en Caltech en 1941. Después se pasó a la física y obtuvo un máster (1944) y un doctorado (1947) en esta institución. Su tesis doctoral estudió el calor específico de los cristales cúbicos de caras centradas. Se incorporó al cuerpo docente de Caltech en 1949 y ocupó la cátedra de Física, Matemáticas y Astronomía de 1970 a 1975. Leighton fue un profesor de renombre en Caltech. Sus Principios de Física Moderna, publicados en 1959, fueron un libro de texto estándar e influyente.

## Relaciones
Leighton y su antiguo colega de Caltech, Richard Feynman, eran amigos personales cercanos. A principios de la década de 1960, pasó más de dos años reelaborando grabaciones del curso Lectures in Physics de Feynman en The Feynman Lectures on Physics (1964-1966), que han disfrutado de un éxito perenne desde entonces. Además, fue coautor, con Robbie Vogt, de una serie de problemas para acompañar las Conferencias Feynman. Uno de los hijos de Leighton, Ralph, también colaboró con Feynman en varios libros.

## Logros científicos
Leighton fue conocido como un físico y astrofísico extraordinariamente ingenioso durante sus 58 años en Caltech. Ningún problema de instrumentación le parecía demasiado difícil, sobre todo si podía abrir una nueva parte del espectro electromagnético a la observación. Si encontraba una solución económica, construía el aparato en su tiempo libre, para que lo utilizaran otros y él mismo. Leighton construyó, mejoró y utilizó cámaras de nubes para identificar y medir nuevos productos de colisiones de rayos cósmicos. Exploró los modos de desintegración de los mu-mesones y reconoció varias de las partículas extrañas cuando la física de partículas estaba en sus comienzos. Leighton desempeñó un papel clave en 1949 al demostrar que los productos de desintegración de los mu-mesones son dos neutrinos y un electrón, e hizo la primera medición del espectro de energía del electrón de desintegración (en aquel momento, los experimentos de baja estadística sugerían que sólo había un neutrino implicado). En 1950 realizó la primera observación de desintegraciones de partículas extrañas tras el descubrimiento inicial de dos casos en Inglaterra en 1947. En los siete años siguientes dilucidó muchas de las propiedades -masa, tiempo de vida, modos de desintegración y energías- de varias de las nuevas partículas extrañas, en particular la lambda, la xi y las entonces llamadas partículas theta (mesones K).
Su temática evolucionó de la física a la astrofísica a medida que ayudaba a la astronomía a adoptar su forma moderna. Hacia 1956, Leighton se interesó por la física de las capas externas del Sol. Con su imaginación y perspicacia características, ideó las cámaras solares de desplazamiento Doppler y de efecto Zeeman. Las aplicó con notable éxito a la investigación de los campos magnéticos y de velocidad en el Sol. Con la cámara Zeeman, Leighton trazó complicados patrones del campo magnético solar con una excelente resolución. Aún más sorprendentes fueron sus descubrimientos de una notable oscilación de cinco minutos en las velocidades locales de la superficie y de un "patrón de supergranulación" de las corrientes de convección horizontales en grandes células de material en movimiento. Estas oscilaciones solares han sido reconocidas posteriormente como ondas acústicas atrapadas internamente, abriendo campos completamente nuevos como la heliosismología y la magneto convección solar. El propio Leighton no tardó en darse cuenta de que las células de magnetoconvección solar darían lugar a una difusión efectiva del flujo en la superficie solar (ahora denominada difusión de Leighton), y la incluyó en un modelo de dinamo del ciclo solar.
A principios de la década de 1960, Leighton desarrolló y fabricó un telescopio de infrarrojos novedoso y barato, que incluía una sencilla matriz de ocho fotocélulas de sulfuro de plomo. Estas células eran excedentes de la industria de defensa; habían sido desarrolladas para el sistema de guiado por calor del misil Sidewinder. A partir de 1965, él y Gerry Neugebauer utilizaron el nuevo telescopio para barrer aproximadamente el 70 por ciento del cielo visible desde el Observatorio del Monte Wilson, recopilando los datos en forma de garabatos en un registrador de tiras. Esto dio comienzo a una nueva área de la astronomía infrarroja. El Two-Micron Sky Survey resultante, publicado en 1969, contenía 5.612 fuentes infrarrojas, la gran mayoría de las cuales no habían sido catalogadas previamente. Se ha descubierto que algunas de ellas son estrellas nuevas todavía rodeadas por sus polvorientas envolturas preestelares, mientras que otras son estrellas supergigantes en las últimas etapas de su evolución, incrustadas en envolturas polvorientas en expansión de materia expulsada por las propias estrellas.
El desarrollo por parte de Leighton de equipos fotográficos a mediados de la década de 1950 le permitió obtener las mejores imágenes de los planetas jamás logradas hasta entonces, desde los telescopios de 60 y 100 pulgadas, y le llevó a trabajar como jefe de equipo en el Jet Propulsion Laboratory (JPL) para las Imaging Science Investigations de las misiones Mariner 4, 6 y 7 a Marte a mediados de la década de 1960. Como jefe de equipo y físico experimental experimentado, Leighton desempeñó un papel clave en la formación y dirección del desarrollo del primer sistema de televisión digital del JPL para su uso en el espacio profundo: el sobrevuelo de Marte por el Mariner 4 en 1964. También contribuyó a los primeros esfuerzos en técnicas de tratamiento y mejora de imágenes, posibles gracias al formato digital de los datos de imagen. Recibió el Premio de Ciencia Espacial del Instituto Americano de Aeronáutica y Astronáutica por los experimentos de televisión Mariner en 1967 y la Medalla al Logro Científico Excepcional de la NASA en 1971.
En la década de 1970, el interés de Leighton se centró en el desarrollo de una antena parabólica grande y económica que podría usarse para realizar interferometría de ondas milimétricas y astronomía de ondas submilimétricas. Una vez más, sus notables habilidades experimentales abrieron un nuevo campo de la ciencia en Caltech que continúa desarrollándose vigorosamente en el Observatorio de Radio Owens Valley en California y el Observatorio Submilimétrico de Caltech en Mauna Kea, Hawaii utilizando los "Platos Leighton" .
Leighton fue miembro electo de la Academia Nacional de Ciencias y formó parte de su Junta de Ciencias Espaciales.
Leighton compartió el Premio Rumford en 1986 por sus avances en astronomía infrarroja, y ganó la Medalla James Craig Watson en 1988, por su labor como creador y explotador de nuevos instrumentos y técnicas que abrieron áreas completamente nuevas de la astronomía: oscilaciones solares, sondeos infrarrojos, telescopios giratorios y grandes reflectores de ondas milimétricas.

## Últimos años
Leighton se retiró de la docencia en 1985 y de la investigación en 1990 como profesor emérito de Física William L. Valentine. El New York Times publicó el obituario de Leighton el 14 de marzo de 1997, cinco días después de su muerte. La Biblioteca Central de Los Ángeles, donde Leighton leía matemáticas y astronomía después de la escuela cuando era niño, también presentó un simposio y una exposición en honor de Leighton poco después de su muerte.
En 2009, un cráter de 66 km de diámetro en la región de Syrtis Major de Marte recibió su nombre.